# Verónika con K
Verónika con K (Santo Domingo,Oaxaca, México, 14 de fevereiro de 1950) é uma atriz, cantora e apresentadora mexicana.

## Biografia
Veronika K. nasceu com Nicanora Verónica Hernandez Avila em Santo Domingo, em Oaxaca, México. Quando jovem, se mudou para Acapulco, Guerreira, onde começou uma carreira como cantora de rádio, sua voz participou no famoso programa de Siempre en Domingo, em 1971, liderada por Raúl Velasco, foi tanto o sucesso desse episódio breve lançando seu primeiro álbum como cantor de música tropical e, em seguida, estreou em agir. Ele estrelou em filmes como Satanic Pandemonium (1975), El guia del turistas (1976), Salomé Hey! (1978), entre outros. Como atriz, ela tem se destacado em telenovelas como Carrussel (1989), Marisol (1996) e Destilando amor com uma pequena participação em 2007. Nos anos posteriores, ela fortemente integrado ao teatro e estrelou em dois episódios de La rosa de Guadalupe, um episódio em 2010 e um em 2015. em 2016 comemorou 45 anos de carreira com um desempenho no teatro, em que uma mensagem enviada aos produtores de cinema, televisão e teatro dizendo que ela estava mais viva do que nunca e vontade de trabalhar.
Em 2017 retorna para as telenovelas em El vuelo de la victoria com Paulina Goto, Mane de la Parra como protagonistas.

## Filmografia

### Telenovelas
- El vuelo de la victoria (2017) - Crescencia "Chencha" Tonantzin
- Destilando amor (2007) - Flavia
- Alborada (2005) - Carmín
- Mariana de la noche (2003-2004) - Ruth Samanéz
- Bajo la misma piel (2003) - Liz
- Velo de novia (2003) - Alicia
- Abrázame muy fuerte (2000) - Cacilda
- El privilegio de amar (1998-1999) - Caridad
- Mi pequeña traviesa (1997) - Participação especial
- Mi querida Isabel (1996) - Participação especial
- Marisol (1996) - Zalmudia
- Carrusel (1989) -  Belén de Rivera

### Séries
- Plaza Sésamo (2012) - Tía Mati
- La rosa de Guadalupe (2010-2015) - Agnes/Delphine
- S.O.S.: Sexo y otros Secretos (2008) - Atriz de novela
- Chispas de chocolate (1986) - Vários personagens

### Cinema
- Hembras de tierra caliente (1991)
- la mujer del puerto (1989)
- El guía de las turistas (1976)
- Satânico Pandemonium (1975)
- Oye Salomé! (1978)

### Programa de TV
- Muévete (2006-2007) - Apresentadora